# しんじないと倶楽部
しんじないと倶楽部（しんじないとくらぶ）は、山陰放送（BSS）で放送されたラジオ番組である。毎週日曜日の22:00～23:30に放送された。パーソナリティは山根伸志（BSSアナウンサー）。BSS製作のラジオ番組の中で数少ない「ネタコーナーが存在する番組」であった。ジングルや効果音が数多く存在し、それをリスナーにネタにされることもあった。スポンサーはついておらず、CMも11時台に入る直前に1箇所あるだけだった。
1999年4月放送開始。開始当初は23:30～24:30までの1時間番組だったが、2000年4月に放送時間が22:30～23:30に繰り上がり、その後2004年4月には22:00～23:30の時間帯になり、2011年10月2日の番組終了までこの時間帯で放送していた。
新聞のラテ欄は毎週更新されていた。しかし、更新が滞っていた時期があり、「ラテ欄に書いてあるのに既にコーナーは終わっていた」という現象が起こっていた。（番組ページについても、2005年4月放送のオープニングトークが1年以上掲載されていたり、コーナー紹介のページに終了したコーナーがそのまま残っていたりなど更新が滞っていた。）

## コーナー

### 番組終了時のコーナー
基本的に1回の放送で以下の全てのコーナーを行ったが、コーナー宛のお便りやメールが来ていない日はコーナーの告知を行った。番組の構成によっては、一部のコーナーを休止する場合があった。
- フリートーク

山根伸志が近況報告などを思いのままに喋る。どのコーナーにも属さない普通のお便り（いわゆる「ふつおた」）は、トークの合間を縫って随時紹介した。
- 私のお気に入りチャート

自分の好きなものなどをランキング形式にして、発表する。いわゆる「三段オチ」のコーナーである。
- 渡辺省吾の俺にも言わせろ!

ライブハウス「米子ラフズ」の渡部省吾が登場し、山根伸志とフリートークを展開。米子ラフズで近日ライブを行うアーティストの紹介も行う。このコーナーで紹介するアーティストがゲストとして登場することもあった。
- 歌謡曲、張り切ってどうぞ!

ある楽曲の曲紹介のコメントを考える。短文でも長文でも可。長文では曲紹介というよりショートコントに近い内容のネタが紹介された。
- せつなーカルタ

切ない言葉を集めた「せつなーカルタ」に載せる切ないフレーズを考える。
- テーマトーク

あるテーマを設け、それに沿ったメールを募集して紹介する。毎月テーマを変えて行うこともあれば、不定期で行うこともあった。
- 空耳倶楽部

「ある言葉が私にはこう聞こえる」という内容のネタを考える。「○○を××だと思っていた」という思い込みのネタでも可。番組終了後、土曜亭らじおDON!にて「空耳シーズン2」として復活。
- 早口王リターンズ

リスナーからオリジナルの早口言葉を募集して、山根伸志がそれに挑戦する。年越ししんじないと倶楽部では「リスナー2人が過去に放送された早口言葉のフレーズを言って流暢に言えた方の勝ち」という対決企画で行った。
以前は「早口王への道」というタイトルとして放送し、一度そのコーナーは終了したが、復活を希望する声もあり「早口王リターンズ」として復活した。
半年に一度のペースで「早口王リターンズ傑作選」として、過去に放送された早口言葉を振り返る企画を行った。
- スウィートデビルストーリー

時に恋愛相談。時に初体験の話、経験談などほのかにピンクなコーナー。番組開始当初から続いたコーナーでもある。リスナーの投稿が無かったり、放送時間の都合で休止することもしばしばであった。

### 過去に放送されたコーナー
- 有名人のラジオ番組

あの有名人がこんなタイトルの番組をやったら面白いのではないかと思うものを考えるコーナー。タイトルコールの後の曲は時期によって様々な曲が使われていた。末期はBSS的には放送しにくいネタ（実在番組名のパクリなど）が多かった。
- ジョブカフェ★ホッとHOTタイム

ジョブカフェしまねがスポンサーについていたコーナー。若者の就職などについてのアドバイスや職場体験の模様などを放送していた。
- のけぞり倶楽部

天才フォトグラファー「シンディー」（山根伸志の別人格）がカメラを手に美女にインタビューする。インタビューの最後に美女がリンボーダンスに挑戦する「リンボータイム」があった。シンディーの破天荒なトークに限界がきたのか、短命のコーナーであった。
- がちんこリレー作文

掲示板の中でひとつのストーリーを完成させるコーナー。いわゆる「リレー小説」である。
- 今夜決定！ラジオチャンピオン

「TVチャンピオン」のラジオ版。こんな選手権をやったら面白いのではないかと思うものを考えるコーナー。最後の決め言葉は「近日放送!お聴き逃しなく…。」
- 公開質問箱Q・Q・Q

リスナーから届いた質問に答えるコーナー。内容は「BSSについて」「しんじないと倶楽部について」「山根伸志について」など。コーナー終了後も、フリートークの中で質問が読まれることがあった。
- マチコネ2

町で見かけた変わった店や看板などの情報を投稿するコーナー。（なぜ“2”なのかというと、かつてBSSラジオで2003年度に放送されたLoop!という番組に「マチコネ」という似たような内容のコーナーがあったため。そのコーナーをしんじないと倶楽部で引き継ぐ際、“2”がついた。）
- 宮崎さんの新作

アニメ監督宮崎駿の映画のタイトルの法則「○○の××」に倣って、宮崎の新作を勝手に考えてしまうコーナー。実際は途中に“の”がついていれば何でもよく、「佐野史郎」などといったものも登場した。
- 宍道湖のトリビア

トリビアの泉のしんじないとバージョン。山根伸志が子供の頃、『しんじっこ』と呼ばれていたことがあるからとも言われている。山根伸志がお題を出し（例「ドラえもんでおなじみのジャイアンは…××」（××の部分をリスナーが考える））、そのお題をもとに、リスナーがトリビアを考えるコーナー。（先程の例をもとにすると…「ドラえもんでおなじみのジャイアンは…実はスネ夫よりも弱い」など。）
- 来週のアワビさん

サザエさんの次回予告を勝手に考えてしまうコーナー。サザエさんに限らず、実在する人物から架空の人物まで、幅広い次回予告が作られた。
- カープと私

米子市民球場で広島東洋カープがプロ野球公式戦（対中日ドラゴンズ）をやるのを記念して行われたコーナー。リスナーからカープ情報やカープに対する熱い思いなどを募集していた。また、抽選で選ばれたリスナー10人には山根伸志と一緒に試合観戦ができる権利も与えられた。（テーマソングは塩見大治郎の「それ行けカープ 〜若き鯉たち〜」）
- ハードボイルドリクエスト
- シンジーコジャパン

サムライブルーの23人を発表するジーコの記者会見を再現する。最後の三人「柳沢、玉田・・・巻（ウオーー）」のフレーズを3段オチで見事に着地させるコーナー。ドイツW杯期間限定だったが、サッカーW杯の中継と重なったため、実際に放送されたのは2回だけだった。
- 口説き文句

異性に対する口説き文句を考えるコーナー。しかし、下ネタが多かったため、女性リスナーからの投稿が少なかった。あるリスナーは、口説き文句を自ら録音し、MP3のファイルにして送っていた。採用はされなかったが、それが番組のジングルになった。
- 口説きまショー

先述の「口説き文句」同様、口説き文句を考えるコーナーであるが、こちらは異性に限らず、有名人や物に対する口説き文句も紹介されていた。
- 怪談話

リスナーから届いた怪談話を紹介する、夏限定で行われたコーナー。1回目は山根伸志が怪談話を紹介したが、話の内容を噛んでしまい、さらにはその話のオチがダジャレだった。実際に読まれたのはわずか2作品のみである。
- 第一回選択希望選手

誰がどこの球団に入るのかを勝手に決めてしまうコーナー。このコーナーの最終回は生放送の時に行われた。
- 朗読の世界

山根伸志があらゆるシチュエーションであらゆる文章を朗読していたコーナー。リスナーからはシチュエーションや文章のリクエストを募集していた。しかし、リスナーからのシチュエーションや文章のリクエストが来なかったことから、終了告知をしないままコーナーは終了となった。
- 替え歌のコーナー

リスナーが考えた替え歌を山根伸志が熱唱するコーナー。主に山根伸志のメタボネタと髪の毛ネタが替え歌で歌われたが、ネタの一部に下ネタが含まれているなどの理由で歌えないものも存在した。コーナー自体は3ヶ月で終了したが、後にタイトルを変えて、単発で何度か復活している。
- ズバッと!有名人の変換候補

有名人が携帯電話のある一文字を入力すると、どんな変換候補が出るのかを考えるコーナー。必ず三段オチだった。三段オチのスタイルは「私のお気に入りチャート」に引き継がれた。
- 並べかえましょう

「“ある言葉”の文字の配列を変えると“新たな言葉”ができてしまった」という内容をリスナーから募集し、発表。いわゆる「アナグラム」のコーナーである。例として、「加藤あい（かとうあい）」→「阿藤快（あとうかい）」など。リスナーのアナグラムで問題を出したこともあった。
- せつなーしりとり

しりとりにした切ない言葉（短めの文章でも可）をリスナーから募集してそれを発表する。応用として「アイドルのキャッチコピーしりとり」などの変形版もあった。
コーナー開始当初は山根伸志がリスナーの所に電話をかけ、リスナーと2人でせつなーしりとり対決を行っていた。しりとり開始時に「Ready…Fight!｣と言っているのはそれの名残である。後にせつなーカルタとして復活。
- 龍's Bar

BSSラジオで以前放送されていた「男の捲り差し」の出演者である龍ちゃんとのトークコーナー。万代書店のスポンサーがついていた。龍ちゃんの下ネタがトークの大半であった。
最終回は、龍ちゃんが別仕事の関係でスタジオに行くことが出来ず、仕事先からの電話トークという奇妙なものであった。なお、龍ちゃんは2001年末に「男の捲り差し」出演者としてしんじないと倶楽部にゲスト出演したことがある。
- ザ・合併！

世の中の合併ブームに乗り遅れるな！と言わんばかりに作られたネタコーナー。「あるものとあるものを足したらこんなものが出来た」という内容のネタをリスナーから募集して発表した。例として、「野ブタ。をプロデュース」＋「ドラえもん」＝「のび太。をプロデュース」､「BUMP OF CHICKEN」＋「缶詰」＝「バンプオブシーチキン」など。
- シンディーの法則

日常のありとあらゆる法則をリスナーから募集して発表した。「マーフィーの法則」のしんじないとバージョン。例として、「カレーうどんを食べたいときに限ってシャツが白い」など。末期は法則というより近況報告に近いネタと番組へのクレームが多く紹介されていた。
- 週間四方山ニュース

「決して新聞の一面を飾らない、だけど面白いニュースは日常たくさんある。」このコーナーでは、1週間に起こったそんなニュースを取り上げ、3本紹介した。
2008年4月「私のお気に入りチャート」開始に伴い終了。
- 頭文字S～何でも縮める世の中だから

様々なアルファベットの略語の意味をリスナーが考えて送るもの。リスナー考案のコーナーで、必ず三段オチにすることだった。当初はショートコーナーであったが、投稿数が増えたため、コーナーに昇格した。
テーマソングはAAAの「BLOOD on FIRE LIVE Ver.」
三段オチになるため三文字のお題が主であったが、一度だけ四文字の四段オチでコーナーをやったこともあった。
- 取扱説明書

毎週出されるお題に対し、どんな説明が書かれているかをリスナーが考える。（例として『山根伸志の取扱説明書」「打たれ弱いので、大事に扱ってください」「ほめるとすぐ調子に乗ります」など）
- 燃える男

小林旭の赤いトラクターのフレーズ「燃える男の～」の後に続く「燃える男とは○○である」という内容の替え歌を考えるコーナーだったが、末期は上記の替え歌コーナーと同一の内容となっていた。
- ビストロYAMAP

「誰がどんな料理を作ったか、お好みで何を加えてほしいか」という料理紹介の一文を考える。タイトルは「ビストロSMAP」のパロディ。しかしネタのハードルが高すぎたためかリスナーからの投稿がなく最後は投稿数ゼロという形で終了となった。
- アーティスト祭り

毎週1組のアーティストにスポットを当て、そのアーティストの曲のリクエストを募り、その中から3曲程度オンエアした。次週取り上げるアーティストは番組のエンディングで発表する（発表しなかった場合はフリーリクエストになる）。
「クリスマスソング祭」「卒業ソング祭」などの番外編もあったが、同じアーティストやテーマが2週続く、1組のアーティストに縛られないテーマになる、フリーリクエストになることも多かった。
- こんな○○は××だ!

毎週出されるお題に対して、リスナーから届いたネタを紹介する。お題は基本的に山根伸志が考えるが、過去に何度かリスナーが考えたテーマで行ったこともあった。
- テレフォンショッキング

ある有名人からの全くありえない有名人の紹介と、100分の1の質問の内容を送ってもらうもの。このコーナーの音楽は全て山根伸志が自分で録音した。

### 逆電コーナー
リスナーに逆電するコーナー。不定期であるが、事前に逆電申し込みの投稿をメールなどで送ると、随時行われる。タイトルは毎回変わるが、それ以外に大きな違いはない。
- 生電話

番組放送中に、リスナーへ電話をするコーナー。生放送のみ行われるため、番組の進行が必ず変わる。
- クリスマスと私

12月24日リスナーはどのように過ごしているのかを電話で報告する、2006年クリスマス限定のコーナー。
- 夏の終わりの悪あがき

夏休みに起こった出来事を三択クイズにしてリスナーに電話で出題してもらう、というもの。

### その他のコーナー・単発コーナー
主に不定期で行うコーナーが多いが、投稿が来なくなったり山根伸志が忘れたりなどするため、この類のコーナーは終了告知がないまま終了することが多い。ただし、稀に突然単発コーナーとして復活する場合があった。
- いい男だから

男性アーティストが登場するゲストコーナー。不定期で行った。2008年4月に行って以降、このコーナーのBGMがフリートークで使われるようになった。
- デジ樽の中身はなんだろな？

「デジ樽」の中身をリスナーが考えるもの。デジ樽とは、地上デジタル放送についてのTVCMで登場する樽のこと。山陰の民放3局のマスコットキャラクターの「ラッテちゃん」「えいっとくん」「ぶっピィ」がそのCMで共演している。実際はコーナーではないが、フリートークのコーナーで読まれていた。きっかけは、リスナーが番組に「デジ樽の中身は何ですか?（もちろんボケで答える）」という質問メールを送り、それに対する山根伸志の答えが中途半端なボケだったからである。実際の答えは「蝶」であった。
- Sプロジェクト

公開録音実現に向けて、リスナーから署名（200人分）を募集したり、企画内容を考えたりするコーナー。タイトルは元東京ヤクルトスワローズの古田敦也による「Fプロジェクト」に倣ったもの。リスナーから、このSプロジェクトでこんなことをやってほしいなどの企画案が送られたことがある。しかし、ハードル設定を高くしすぎたためか、思うように署名が集まらず、2006年11月頃から話が出なくなった。
このコーナーとの関連性は不明だが、2008年6月15日の放送にて、米子ベリエで8月31日に公開放送を行うことが決定。公開放送は実際に行われ、その模様は9月7日に放送された。
- ラジオ日本昔ばなし

2006年頃に1度だけ行われたコーナー。JNN系列で放送されていたまんが日本昔ばなしのラジオ版。実際に放送されていた話を放送する。コーナーの最後に、山根伸志自ら問題を言う。しかし解答やプレゼントの当選者は発表されなかった。
- 俺の渾身の一曲

山根伸志の思いつきで生まれた不定期コーナー。山根伸志が学生時代に影響を受けたアーティストを紹介していたが、6回目を最後に行わなくなった。
- 雑学紹介

リスナーが知っている雑学を紹介する不定期コーナー。正式なタイトルは決まらなかった。あくまで11時台のフリートークの中で行われていたため、投稿が来なかったり、時間の都合で行わなかったりすることが多かった。
- 命名権

番組のオープニングでリスナーが決意を語るもの。それに伴い、サブタイトルの発表を休止していた。これまで7回行われたが、リスナーからの参加がなく、その後サブタイトルの発表そのものも行わなくなった。
- 世界の格言

10時台の最後に行われたコーナー。山根伸志が全世界のことわざや偉人が遺した言葉などを紹介する。
2010年1月より「人生の教訓」というタイトルに改題し、リスナーから送られてきた名言を紹介する内容になった。
- 山根伸志の電話相談室

「山根伸志に聞いてほしい悩み事や相談したいことを送り、それを送ったリスナーと電話する」という名目で始まったコーナー。しかし、悩み相談は来たものの、電話相談を行うことは一度もなかった。
- しんじないと倶楽部名言・名場面集

リスナーから過去の放送しこんな出来事があったというものをフリートークの中で紹介していた。番組放送10年を迎えた2009年のみ行われる。

## 年越ししんじないと倶楽部
2006年12月31日には、『年越ししんじないと倶楽部スペシャル！～年末年始も山根しんじにかかってきなさい！』と題し、年越し番組を放送した。（放送時間は21:00～26:00（翌2:00）までの5時間。）